# ドラマ (企業)
株式会社ドラマ（英: DORAMA INC.）は、関東地方に店舗を置く日本の企業。事業内容は主にリユース業。

## 概要
1979年、渋谷区笹塚に上舞康洋が古書籍店を開業、その後1982年に株式会社化された。その後下北沢駅を中心に古書籍店、ビデオレンタル事業、アミューズメント施設などの店を複数出店、2025年現在は古着店「DOSTYLE」を中心としたリユース事業と、アニメコラボカフェ「プリンセスカフェ」を中心としたアニメ・イベント事業を行っている。

## 沿革
- 1979年 - 東京都世田谷区笹塚に古書店「怒良馬書房（ドラマ書房）」を開業
- 1982年 - 株式会社ドラマを設立
- 1985年 - 下北沢店にてレンタルビデオ事業を開始
- 2000年 - 総合リサイクル事業を開始。相模原市にディストリビューションセンター設立
- 2003年 - アミューズメント事業を開始
- 2007年 - EC事業を開始
- 2013年 - 下北沢にてカフェ事業を開始[2]
- 2018年 - アニメやゲームのグッズの企画・販売を開始
- 2025年 - 吸収分割によりアミューズメント施設運営事業の一部（アミューズメント施設７店舗）を株式会社GENDA GiGO Entertainmentへ譲渡[3]